# Острова Среднего
Острова Среднего (совокупность островов Чёрные Скалы, скалы Хитрая и собственно острова (скалы) Среднего) — острова средней группы Большой гряды Курильских островов. Административно входят в Северо-Курильский городской округ Сахалинской области. Необитаемы. Одно из пяти мест Большой Курильской гряды, где размножается сивуч (наряду с о-вами Райкоке, Брат-Чирпоев, Анциферова, субархипелагом Ловушки).

## География и геология
Расположены в одноимённом проливе, который разделяет острова Ушишир (а именно остров Рыпонкича, самый северо-восточный из островов Ушишир) и остров Расшуа. Рыпонкича отстоит от островов Среднего на 5 км к юго-западу, Расшуа — на 10 км к северо-востоку.
Острова Среднего подразделены в своей совокупности на условный остров Чёрные Скалы (составленный из трёх крупных близкорасположенных островов), и остальные острова под общим названием острова Среднего с наивысшей точкой в 36 м над уровнем моря. 
Основную площадь архипелага составляют четыре крупнейших острова (три из них и образуют остров Чёрные Скалы 47°35′48″ с. ш. 152°53′15″ в. д., а четвёртый учитывается среди собственно островов Среднего как Скала Среднего 47°35′04″ с. ш. 152°53′35″ в. д.), а также более мелкие скалы, такие как Хитрая (47°35′07″ с. ш. 152°53′07″ в. д.), Боцман и Мичман, надводные скалы, осыхающие (обнажающиеся) во время отлива, и надводные камни.

## Природа
Растительность отсутствует. Лежбища сивучей. Свои репродуктивные лежбища на архипелаге (скала Хитрая) имеет морской котик (кроме этого в пределах России залегает только на островах Ловушки).

## История
До начала XX века — место промысла морских котиков.

В своём «журнале или записке» Иван Чёрный приводит айнские названия скал-островов между 13-м и 14-м островом: 
...в проливе, по близости к берегу 14-го острова, имеются в двух местах два отпрядышные камня, или кекуры, из коих тамошние курильцы называют первый Атуй-Оромису, а другой Капарыйсо.
В 1811 году в ходе экспедиции  российского мореплавателя В. М. Головнина на шлюпе «Диана», субархипелаг был наречён именем штурманского помощника Васи (Василия Михайловича) Среднего, который первым заметил скалу и помог избежать кораблекрушения.
Во времена гидрографических описаний конца 18 — начала 19 века учитывались совместно с островами Ушишир под единым номерным названием — остров Четырнадцатый.

Головнин считал такое объединение в восприятии географических объектов (Ушишира и Среднего), закреплённое впоследствии под одним «номерным» названием, урочищем местных «курильцев и русских»:
…остров Среднего, почти соединенный с Ушисиром грядою надводных и подводных каменьев, они не считают особым (то есть отдельным от Ушисира) островом.
Симодский трактат 1855 года признал права Российской империи на архипелаг, однако в 1875 году он, как и все находившиеся под российской властью Курилы, был передан Японии в обмен на признание Японией российских прав на Сахалин.

### В составе Японии
В 1875—1945 гг. субархипелаг принадлежал Японии.
Согласно административно-территориальному делению Японии субархипелаг стал относиться к уезду (гуну) Симусиру (т.е. Симушир в японском произношении), который охватывал не только сам Симушир, но и все острова на север до Райкоке. Уезд в свою очередь входил до 1882 — в провинцию Тисима, до 1886 — в префектуру Нэмуро, после — Хоккайдо.

### В составе СССР/России
В 1945 году по итогам Второй мировой войны  перешел под юрисдикцию СССР.
2 февраля 1946 года включён в состав Южно-Сахалинской области.
2 января 1947 года включён в состав Сахалинской области РСФСР.
С 1991 года в составе России, как страны-правопреемницы СССР.

### Особая позиция Японии по территориальной принадлежности субархипелага
Используя в территориальном споре с Россией фактор Сан-Францисского мирного договора 1951 года, который не был подписан СССР, японское правительство, тем не менее, опирается на те варианты толкований договоренностей между союзниками — СССР, США, Великобританией и Китаем — которые подкрепляют японскую позицию. В частности, поскольку в Сан-Францисском договоре не оговаривается, в пользу какого государства Япония отказывается от своих прав на Курилы, принадлежность субархипелага, по мнению японского правительства, до сих пор не определена, а за Россией признаётся лишь «фактический контроль».

## Топографические карты
- Лист карты L-56-III о-ва Ушишир. Масштаб: 1 : 200 000. Указать дату выпуска/состояния местности.